# Opacz Kolonia
Opacz Kolonia (prononciation : [ˈɔpat͡ʂ kɔˈlɔɲa]) est un village polonais de la gmina de Michałowice dans le powiat de Pruszków de la voïvodie de Mazovie dans le centre-est de la Pologne.
Le village compte approximativement une population de 1200 habitants en 2006.

## Histoire
De 1975 à 1998, le village appartenait administrativement à la voïvodie de Varsovie.